# Владко Мурдаров
Владко Данаилов Мурдаров е български езиковед и преводач, професор, сътрудник на бившата Държавна сигурност с псевдонима „Драган“.

## Биография

### Произход и образование
Роден е на 16 април 1948 г. в София. През 1967 г. завършва Гимназията с изучаване на немски език в София. През 1971 г. завършва Софийския университет „Св. Климент Охридски“, специалност българска филология, втора специалност – немска филология.

### Научна кариера
От 1971 г. е на работа в Института за български език. През 1972 г. по препоръка на поета Атанас Далчев и на професорите си Любомир Андрейчин и Петър Динеков получава стипендията „Готфрид фон Хердер“ на германската фондация FVS и през 1973 – 74 г. пише дисертацията си в Института по славистика на Виенския университет. През 1975 г. получава степен „доктор“ на Виенския университет.
След завръщането си в България през 1977 г. защитава повторно дисертацията си на тема „Девербативни субстантиви за означаване на лица в славянските езици“ поради липса на конвенция между двете страни. От 1976 г. е научен сътрудник, от 1977 г. – кандидат на филологическите науки. През 1987 г. става старши научен сътрудник. По това време води семинарни занимания в Софийския държавен университет.
От 1981 – 1984 г. е лектор по български език в университетите в Залцбург и Виена. През 1989 г. е гост-професор в Залцбургския университет. През учебната 1990/1991 г. чете лекции във ВИТИЗ.
В периода 1991 – 1995 г. е директор на Българския културен институт в Австрия „Дом Витгенщайн“.
След завръщането си в България продължава работата си в Института за български език към БАН и подновява четенето на лекции по всички езиковедски дисциплини в НАТФИЗ „Кр. Сарафов“. Привлечен е да преподава и по магистърска програма на СУ „Св. Климент Охридски“. Ръководи докторанти в Института за български език и в НАТФИЗ.
От 1996 г. е избран за член на Управителния съвет на Българската академия на науките, където остава до пролетта на 1999 г. През 1997 г. е избран за член на Комисията по филологически науки и изкуства към Висшата атестационна комисия, а от 1999 г. е неин заместник-председател. От 2000 г. до края на 2003 г. е заместник-председател на Комисията по филология към ВАК. От 2000 до края на 2002 г. е член на Управителния съвет на Националния фонд „Култура“, а от 2001 г. до 2004 г. е член на Обществено-експертния съвет по културата към Столичната община. От есента на 2003 г. е избран за главен редактор на списание „Български език“, а от 2004 г. до 2009 г. е председател на Научния съвет на Института за български език.
През 1999 г. защитава дисертация на тема „Виенската славистика и българското езикознание 1822 – 1849 – 1918“ и получава научната степен „доктор на филологическите науки“. През 2001 г. е избран след конкурс за ст.н.с. І степен (професор).

### Стипендии
През 1990 г. специализира в Мюнхен със стипендия на Германската служба за академичен обмен (DAAD). През 1999 г. получава двумесечна стипендия от австрийския Институт за Източна и Югоизточна Европа за изследователска работа във Виена. През 2002 и 2003 г. работи по два месеца като стипендиант на DAAD и на фондация „Изкуство и култура“ на Северен Рейн-Вестфалия, а през 2004 г. и 2005 г. един месец със стипендия от Европейската комисия и DAAD в Европейския преводачески колегиум в Щрален, Германия. През 2007 г. е бил два месеца Translator in Residence там. През 2004 и 2005 г. получава стипендия на Австрийската кооперация за наука, изкуство и култура за изследователска работа във Виена.

### Членства
От 2009 г. е член на Европейския преводачески колегиум.
Бил е член на две от редовните комисии към Международния комитет на славистите и на Изследователския кръг за изследване на културните връзки към Института за Източна Европа в Мюнхен.

### Книги
Има издадени двайсет и седем книги, между които Съвременни словообразувателни процеси (1983), Виена и началото на българската езикословна наука (1988) (удостоена с награда „Акад. Владимир Георгиев“ за 1988 г.) и Виенската славистика и българското езикознание. 1822 – 1849 – 1918 (1999) (с разширена версия на немски език, излязла през 2001 г. във Виена под заглавие Die Wiener Slawistik und die bulgarische Sprachwissenschaft. 1822 – 1849 – 1918).
Автор на справочника Слято, полуслято, разделно писане (С., „Народна просвета“, 1976) и на Речник на слятото, полуслятото и разделното писане за 21 век (С., „Просвета“, 2003).
Съавтор на няколко големи труда като Правописен речник на съвременния български книжовен език (С., Издателство на БАН, 1983) (второ издание 1995), История на новобългарския книжовен език (С., Издателство на БАН, 1989) (удостоена с награда „Акад. Владимир Георгиев“ за 1990 г.), Кратък правописен речник на българския книжовен език (С., „Наука и изкуство“, 1989) (второ издание 1993), Geschichte der bulgarischen Schriftsprache (Grundriss) (Wien, 1996), Правопис и пунктуация на българския език (С., „Хейзъл“, 1998), Нов правописен речник на българския език (С., „Хейзъл“, 2002) (носител на награда на Националния съвет „Научни изследвания“ към МОН), Правопис и пунктуация на българския език. Основни правила („Просвета“, 2011), Обратен речник на българския език („Изток-Запад“, 2011), Официален правописен речник на българския език („Просвета“, 2012).
Съсъставител на пет сборника – Граматика на грешките (С., „Наука и изкуство“, 1982), Главоболия с чуждите думи (С., „Наука и изкуство“, 1983), Отмъщението на думите (С., „Наука и изкуство“, 1984), Писане по правилата (С., „Наука и изкуство“, 1985) (второ издание 1988), 101 въпроса за българското ударение (С., „Д-р Петър Берон“, 1988).
Научните му публикации – статии, студии, съобщения, научнопопулярните му материали и художествените му преводи са общо над 1150 на брой. Съавтор е на осем учебника и учебни помагала за средното училище. Има множество публикации по въпросите на българската културна политика зад граница.
Бил е член на редакционните колегии на поредиците Езикова култура на издателство „Наука и изкуство“ и 101 въпроса за... в българския език на издателство „Д-р Петър Берон“. Редактор на Градиво за български речник от Кузман Шапкарев. Отговорен редактор на подготвения българско-руски том с изследвания Из историята на руската езиковедска българистика през ХІХ век. Член на редакционната колегия на сборника Иван Д. Шишманов – Форумът, Иван Д. Шишманов – Ученият и гражданинът и Иван Д. Шишманов – Наука и политика и на подготвяната тритомна енциклопедия, издание на БАН.
През 2008 г. Народната библиотека „Св. св. Кирил и Методий“ издава по случай 60-годишнината му неговата пълна Биобиблиография, съставена от Ефросина Ангелова-Пенкова.
Има публикации в българския научен печат и в научни периодични издания в Австрия, Германия, САЩ, Чехословакия, Хърватия, Полша. Участва в международни конференции и конгреси във Виена, Инсбрук, Регенсбург, Марбург, Франкфурт, Бад Хомбург, Загреб, Краков, Харогейт.

### Радио- и телевизионни предавания
Шест години (1985 – 1991) е автор на седмичното предаване Език мой на Българската телевизия, подновено през 2000 г. и продължило до ноември 2010 г. (общо около 1000 предавания), както и на цели образователни курсове по програма Знание на Българското радио (общо над 70 предавания). От 1999 г. води рубриките Любословно във в. „Епоха“ (до юли 2000 г.) и Езикови бележки в сп. „Родна реч“, а от 2000 г. (до спирането на вестника през юли 2002 г.) – рубриката Непротивоезикоругателствувайте във в. „Демокрация“. (Материали от нея са публикувани в книгата му 99 езикови съвета, издадена през 2001 г. от издателство „Просвета“.) През 2002 – 2003 г. води предаването Любословни бележки по Инфорадио. (Тези материали са публикувани през 2003 г. от издателство „Просвета“ в книгата му Още 99 езикови съвета.) От края на 2003 г. до 2005 г. води рубрика по въпросите на българския език в сп. „Образование и кариера“. От края на 2005 г. подновява рубриката Непротивоезико-ругателствувайте във в. „Демокрация днес“ до октомври 2007 г. (Материали от нея са включени в публикуваните му през 2006 и 2007 г. от издателство „Просвета“ книги 99 съвета за българския правоговор и 99 съвета за българската граматика.)
През 2001 – 2003 г. е член на Съвета за езикова култура към БНТ. Води образователни курсове за екипите в БНР. Сътрудничи като автор и консултант на много вестници, списания, радиостанции и телевизионни канали; консултант по законопроекти, подготвяни в Народното събрание, и по печатни материали, подготвяни от Министерския съвет.

### Преводаческа дейност
Превежда от немски език и редактира езиковедска, философска и театроведска литература. Превел е повече от 500 текста от класически, модерни и съвременни немскоезични автори като Йохан Волфганг фон Гьоте, Фридрих Шилер, Франк Ведекинд, Райнер Мария Рилке, Артур Шницлер, Роберт Музил, Фердинанд Брукнер, Йодьон фон Хорват, Бертолт Брехт, Ерих Кестнер, Фридрих Дюренмат, Петер Хандке, Елфриде Йелинек, Райнер Вернер Фасбиндер, Петер Вайс, Роланд Шимелпфениг, Роберт Шнайдер, Дорон Рабиновичи, Георг Потика, Улрике Алмут Зандиг, както и австрийски драматурзи от ХХ век като Томас Бернхард, Георг Табори, Петер Турини, Волфганг Бауер, Вернер Шваб, Петер Розай, Херберт Бергер, Феликс Митерер, Хелмут Пешина, Габриел Барили, Егид Гщетнер, Моника Хелфер, Михаела Ронцони, Верена Канаан, и др., чиито пиеси се играят в театрите в София и страната.

## Отношения с Държавна сигурност
С решение № 230/16 юни 2011 г. комисията по досиетата обявява Владко Мурдаров за секретен сътрудник на Шесто управление (първи отдел, трето отделение) и на Първо главно управление на бившата Държавна сигурност през периода 1975 – 1985 година с псевдоним „Драган“.

## Награди
Владко Мурдаров е отличаван за своята работа като преводач.
През 2000 г. е удостоен от Министерството на културата на Република България с почетна грамота за принос в развитието и популяризирането на българската култура.
През 2001 г. е удостоен от президента на Република Австрия с Почетния кръст за наука и изкуство.
През 2002 г. получава Австрийската държавна награда за литературни преводи.
През 2004 г. получава Голямата национална награда „Христо Г. Данов“ за цялостен принос към българската книжовност.
През 2006 г. получава премията на Канцлерството на Австрия за успехите му като преводач на литературни произведения, както и награда на Съюза на преводачите в България за преводите му на драматургия.
През 2008 г. получава премията на австрийското Федерално министерство за образование, изкуство и култура за постиженията му като преводач на литературни творби, както и стипендия от фондация „С. Фишер“, Германия, като отличие за работата му по представяне на немскоезичната литература в България. Получава премията на австрийското Федерално министерство за образование, изкуство и култура и през 2009, 2010, 2011 и 2012 г.
През 2013 г. е удостоен от президента на Република Австрия с Големия почетен знак за заслуги към Република Австрия за своята преводаческа дейност.
През 2023 г. е награден от Министерството на културата с почетния знак „Златен век“ – звезда за значим принос в развитието и утвърждаването на българската култура и национална идентичност.
През 2023 г. получава почетния знак на БАН „Марин Дринов“ на лента за значителни заслуги в областта на българското и славянското езикознание и по повод 75-годишнината му.
През 2023 г. Издателството на БАН публикува „Да попитаме Владко Мурдаров“, сборник с текстове, посветени на 75-годишнина на езиковеда и преводача Владко Мурдаров.

## Плагиатство
През март 2017 г. германистката проф. Ана Димова публикува в „Литературен вестник“ статията „(Не)познатият Йозеф Рот – превод или препис“, в която въз основа на съпоставителен прочит на отделни откъси от четири новели и шест разказа на Йозеф Рот, преведени от нея през 1986 г. и от проф. Владко Мурдаров през 2015 г., настоява, че той е плагиатствал нейния труд. Съюзът на преводачите в България взима отношение, като възлага на Гергана Фъркова-Ангелова да подготви експертно становище, което е публикувано на сайта на Съюза, и през юни 2017 г. обявява, че Владко Мурдаров е плагиатствал от Ана Димова.

### Научни изследвания
- Съвременни словообразувателни процеси. С., „Наука и изкуство“, 1983
- Любомир Милетич. С., Университетско издателство, 1987
- Виена и началото на българската езикословна наука. С., „Народна просвета“, 1988
- Мюнхен и развитието на българското езикознание. С., „Логис“, 1991
- Виенската славистика и българското езикознание. 1822 – 1849 – 1918. Пловдив, „Пигмалион“, 1999
Die Wiener Slawistik und die bulgarische Sprachwissenschaft. 1822 – 1849 – 1918. 2001
- Из историята на новобългарския книжовен език и на науката за него. С., „Просвета“, 2002
- Из историята на българистиката и на модерния български език. Пловдив, „Пигмалион“, 2003.[2]
- Любомир Милетич и Македонският научен институт. С., „Македонски научен институт“, 2023
- Виенската славистика и българската филология. 1918-1938, С., „Блек Фламинго Пъблишинг”, 2025

### Научнопопулярни издания
- Начини за употреба на словото. С., „Наука и изкуство“, 1989
- 99 езикови съвета. С., „Просвета“, 2001
- Още 99 езикови съвета. С., „Просвета“, 2003
- 99 езикови съвета за българския правоговор. С., „Просвета“, 2006
- 99 езикови съвета за българската граматика. С., „Просвета“, 2007
- Разни нови езикови съвети. С., „Блек Фламинго Пъблишинг“, 2019
- Разни съвети за глаголите. С., „Блек Фламинго Пъблишинг“, 2021
- Разни съвети за имената. С., „Блек Фламинго Пъблишинг“, 2021
- Разни съвети за предлозите. С., „Блек Фламинго Пъблишинг“, 2022
- Разни съвети за правописа. С., „Блек Фламинго пъблишинг“, 2023
- Разни съвети за чуждите думи. С., „Блек Фламинго пъблишинг“, 2023
- Разни съвети за дублетите. С., „Блек Фламинго пъблишинг“, 2023
- Разни съвети за правоговора. С., „Блек Фламинго пъблишинг“, 2025
- Разни съвети за граматиката. С., „Блек Фламинго пъблишинг“, 2025
- Разни нови съвети за чуждите думи. С., „Блек Фламинго пъблишинг“, 2025
- Разни нови (и стари) езикови съвети. С., „Блек Фламинго пъблишинг“, 2025

### Преводи

#### Класически, модерни и съвременни пиеси
- Бернхард Айхнер, Възнесение, 2018
- Бернхард Айхнер, Жената с мъртвите, 2018
- Бернхард Айхнер, Луцифер, 2020
- Бернхард Айхнер, Усещане за кашмир, 2020
- Бернхард Айхнер, Защото съм невинен, 2024
- Бернхард Гьорг, Топ кандидати, 2021
- Бернхард Гьорг, Вечно ядове със секса, 2022
- Бернхард Гьорг, Въртиопашки и студенокръвни риби, 2022
- Бернхард Гьорг, Обявата, 2022
- Бернхард Гьорг, Старо желязо, 2022
- Бернхард Гьорг, Как Джон Уейн попадна в старчески дом, 2023
- Вернер Шваб, Президентките, 1995
- Вернер Шваб, Очарователният хоровод по Хоровода на очарователния господин Артур Шницлер, 1996
- Вернер Шваб, Унищожението на народа, или Черният ми дроб е безсмислен, 2011
- Вернер Шваб, Свръхтегло – неважно: липса на форма, 2011
- Вернер Шваб, Моята кучешка муцуна, 2011
- Вернер Шваб, Отворени ями. Отворени прозорци. Случай на изговаряне, 2012
- Вернер Шваб, Хохшваб. Живото и безжизненото и музиката, 2012
- Вернер Шваб, Непозволен брак, но ние се чукаме чудесно, 2012
- Вернер Шваб, Небето, драги мой, моя умираща жертва, 2012
- Вернер Шваб, Най-сетне мъртъв. Най-сетне без повече въздух, 2012
- Петер Турини, Грилпарцер в сексшопа, 1996
- Петер Турини, Най-сетне край, 1997
- Петер Турини, Любов в Мадагаскар, 1998
- Петер Турини, Детеубийство, 1998
- Петер Турини, Йозеф и Мария, 1998, (нова версия от 1998), 1999
- Петер Турини, Лов на плъхове, 1998
- Петер Турини, Алпийско сияние, 1998
- Петер Турини, Буржоата, 1998
- Петер Турини, Непродуктивните, 1998
- Петер Турини, Смъртта и дяволът, 1998
- Петер Турини, Откриването, 2008
- Петер Турини, Аз обичам тази страна, 2008
- Петер Турини, Когато се спусне мрак, 2008
- Петер Турини, Господ във Виенската гора, 2008
- Петер Турини, Колене на свиня, 2010
- Петер Турини, Новогодишна нощ, 2010
- Петер Турини, C’est la vie, 2013
- Петер Турини, От любов, 2013
- Петер Турини, Понякога фазанът е патица, 2013
- Петер Турини, Седем секунди вечност, 2014
- Петер Турини, Стая за гости, 2017
- Петер Турини, По-хубаво е заедно срещу Алцхаймер, 2018
- Петер Турини, Трябва да се разделим, 2023
- Петер Турини, До другия петък, 2023
- Петер Турини, Зилке Хаслер, На всеки каквото му се полага, 2024
- Верена Канаан, Ах, ти, мила Ана... 1996
- Вики Баум, Хората в хотела, 2023
- Вики Баум, Хотел Берлин 1943, 2023
- Вики Баум, Площад Париж 13, 2023
- Хелмут Пешина, Дон и Жак, 1996
- Хелмут Пешина, Оранжерия, 1997
- Хелмут Пешина, Роза и Рези, 1997
- Хелмут Пешина, Нещо общо, 1998
- Хелмут Пешина, Пропадане, 1998
- Хелмут Пешина, Не и аз, 1998
- Хелмут Пешина, Мата Хари, 2012
- Хелмут Пешина, Хана, 2012
- Хелмут Пешина, Глътка на крак, 2012
- Хелмут Пешина, Ще видиш тогава... (Един фотоалбум), 1996
- Хубзи Крамар, Томас Грацер, Ученикът Хитлер (Пропагандният помощник на дявола), 2021
- Волфганг Херлес, Дидро в Петербург, 1996
- Волфганг Бауер, Change, 1997
- Волфганг Бауер, Magic Afternoon, 1997
- Моника Хелфер, Зверове през пролетта, 1997
- Моника Хелфер, Покорителят на жените, 2019
- Петер Розай, Дните на краля, 1997
- Егид Гщетнер, Шопенхауер, 1999
- Егид Гщетнер, Новогодишна нощ, 1999
- Хансйорг Шертенлайб, Хотел Шванен, 2022
- Херберт Бергер, Дрехата прави трупа, 1997
- Херберт Бергер, Животът, който беше пред нея, 1999
- Херберт Бергер, Където авлигата зове, 1999
- Херберт Бергер, Нииищо ми няма, 1999
- Херберт Бергер, На подслушване, 2001
- Херберт Бергер, Когато птичето падне от гнездото, 2010
- Херберт Бергер, Сърдечен поздрав на чичо Ханс, 2010
- Херберт Бергер, Един успешен убиец, 2010
- Херберт Бергер, Господин и госпожа Саксенедер си позволяват да окажат съпротива, 2010
- Херберт Бергер, През нощта във вилната зона, 2010
- Херберт Бергер, Просто през войната беше така, 2010
- Херберт Бергер, Опашката, която върти кучето, 2010
- Габриел Барили, Медена луна, 2000
- Габриел Барили, Хляб с масло, 2000
- Габриел Барили, Трак! или Бардак, 2001
- Габриел Барили, Вечерен вятър, 2007
- Габриел Барили, Седем, 2008
- Габриел Барили, Охайо? – Как така?, 2008
- Михаела Ронцони, Закъснели думи, 2000
- Георг Табори, Mein Kampf, 1997
- Георг Табори, На майка куражът, 1997
- Георг Табори, Юбилей, 1997
- Георг Табори, Реквием за един шпионин, 2002
- Георг Табори, Пийпшоу, 2002
- Георг Табори, Балада за виенския шницел, 2002
- Георг Табори, Голдберг вариации, 2013
- Георг Табори, Масовата убийца и нейните приятели, 2013
- Георг Табори, Добър апетит!, 2013
- Георг Табори, Двайсет и петият час, 2013
- Георг Табори, Демонстрацията, 2013
- Георг Табори, Канибалите, 2013
- Даниел Глатауер, Четири звездни мигове, 2018
- Даниел Глатауер, Упражнение чудо, 2020
- Даниел Глатауер, Да си обичаш парите, 2020
- Томас Бернхард, Празник за Борис, 2003
- Стефан Цвайг, Легенда за един живот, 2022
- Стефан Цвайг, Преобразеният комедиант, 2022
- Сузане Фелицитас Волф, Мадам Щраус, 2022
- Томас Бернхард, Президентът, 2003
- Томас Бернхард, Имануел Кант, 2003
- Томас Бернхард, Театралът, 2003
- Томас Бернхард, Силата на навика, 2003
- Томас Бернхард, Елизабет Втора, 2003
- Томас Бернхард, Ловната дружина, 2004
- Томас Бернхард, Видимото мами, 2004
- Томас Бернхард, Прочутите, 2004
- Томас Бернхард, Минети, 2004
- Томас Бернхард, Преди пенсионирането, 2004
- Томас Бернхард, Достигнатата цел, 2004
- Томас Бернхард, Просто сложно, 2004
- Томас Бернхард, Ритер, Дене, Фос, 2004
- Томас Бернхард, Обновителят на света, 2010
- Томас Бернхард, Над всички върхове е тишина, 2010
- Томас Бернхард, Невежият и безумният, 2010
- Томас Бернхард, Площадът на героите, 2010
- Томас Бернхард, Рози в пущинака, 2010
- Томас Бернхард, Глави, 2010
- Томас Бернхард, Измислената, 2010
- Томас Бернхард, Роза, 2010
- Томас Бернхард, Пролет, 2010
- Томас Бернхард, Планината, 2010
- Томас Бернхард, Мъртвец, 2010
- Томас Бернхард, Майска молитва, 2010
- Томас Бернхард, Мач, 2010
- Томас Бернхард, Оправдателна присъда, 2010
- Томас Бернхард, Сладолед, 2010
- Томас Бернхард, Обяд на немска трапеза, 2010
- Томас Бернхард, Всичко или нищо, 2010
- Томас Бернхард, Клаус Пайман напуска Бохум и заминава за Виена като директор на Бургтеатър, 2010
- Томас Бернхард, Клаус Пайман си купува панталон и идва с мене да яде, 2010
- Томас Бернхард, Клаус Пайман и Херман Байл на Зулцвизе, 2010
- Томас Бернхард, Имануел Кант, 2024
- Томас Шендел, Марлене се мести, 2022
- Торстен Бухщайнер, Танго. Соло, 2022
- Торстен Бухщайнер, Травма, 2022
- Торстен Фишер, Херберт Шефер, Ангел в здрача. Марлене Дитрих, 2022
- Давид Шалко, Кимбърли, 2016
- Давид Шалко, Тулуза, 2017
- Елфриде Йелинек, Смъртта и момичето. Снежанка, 2004
- Елфриде Йелинек, Клара Ш., 2005
- Елфриде Йелинек, Смъртта и момичето. Спящата красавица, 2005
- Елфриде Йелинек, Смъртта и момичето. Розамунде, 2005
- Елфриде Йелинек, Смъртта и момичето. Джаки, 2005
- Елфриде Йелинек, Мълчанието, 2005
- Елфриде Йелинек, Тяло и жена, 2005
- Елфриде Йелинек, Горската царица, 2005
- Елфриде Йелинек, Странникът, 2006
- Елфриде Йелинек, Какво се случи с Нора, когато напусна мъжа си, 2006
- Елфриде Йелинек, Стената, 2007
- Елфриде Йелинек, За животни, 2007
- Елфриде Йелинек, Спортен хор, 2009
- Елфриде Йелинек, Рехниц (Ангелът отмъстител), 2009
- Елфриде Йелинек, Договорите на търговеца, 2009
- Елфриде Йелинек, Заболяване, или Модерни жени, 2017
- Елфриде Йелинек, Бургтеатър, 2019
- Елфриде Йелинек, Сянка (Евридика говори), 2020
- Елфриде Йелинек, ФаустINa AND OUT, 2020
- Петра Мария Кракснер, Nutella Town, 2009
- Петра Мария Кракснер, Дигитална работа на конвейер, 2013
- Петра Мария Кракснер, Законова разпоредба за облагородяване на настоящето, 2013
- Щефан Лак, Кръв на леда, 2009
- Щефан Лак, Островът на пеликаните, 2012
- Щефан Лак, Затрупан, 2012
- Щефан Лак, От втори поглед, 2012
- Щефан Лак, Предизвикателство или истина, 2012
- Щефан Лак, Фобия от светлината, 2012
- Щефан Лак, Състоянието на плажовете, 2012
- Щефан Лак, Corona Papers, 2020
- Щефан Лак, Борджиите – игра на властта, 2025
- Щефан Лак, Стела се решава (накрая), 2025
- Щефан Фьогел, Двама – четирима – sex, 2013
- Щефан Фьогел, Bella Donna, 2013
- Щефан Фьогел, Алонсо, 2015
- Щефан Фьогел, Артър & Клер, 2013
- Щефан Фьогел, Бъбрекът, 2017
- Щефан Фьогел, Валтер отново е тук!, 2016
- Щефан Фьогел, Влюбена, сгодена, изчезнала, 2016
- Щефан Фьогел, Всички освен мен, 2016
- Щефан Фьогел, Всяка първа сряда, 2016
- Щефан Фьогел, Гейт 23, 2015
- Щефан Фьогел, Заболяването Фейсбук, 2014
- Щефан Фьогел, Любов на 360 градуса, 2016
- Щефан Фьогел, Най-сладките плодове, 2014
- Щефан Фьогел, Приятелски мач, 2013
- Щефан Фьогел, Сладко пеят звънчетата, 2013
- Щефан Фьогел, Басейнът на Роми, 2017
- Щефан Фьогел, Окото на тигъра, 2017
- Щефан Фьогел, Сам, 2017
- Щефан Фьогел, Спечелената партия, 2017
- Щефан Фьогел, Global Player, 2017
- Щефан Фьогел, Девет дни свобода, 2019
- Щефан Фьогел, Също както преди, 2019
- Щефан Фьогел, Дегустацията, 2019
- Щефан Фьогел, Булчинската рокля, 2019
- Щефан Фьогел, Всичко е заради мама, 2019
- Щефан Фьогел, Обувки, чанти, мъже, 2020
- Щефан Фьогел, Възрастта е само едно число, 2021
- Щефан Фьогел, Омар, перфектният мъж, 2021
- Щефан Фьогел, Мъж за жена ми, 2021
- Шефан Фьогел, Двупосочна любов, 2023
- Щефан Фьогел, Хаим и Адолф, 2023
- Щефан Фьогел, Докато смъртта, 2024
- Щефан Фьогел, Това е само една фаза, скъпи!, 2025
- Феликс Митерер, Сибир, 2008
- Феликс Митерер, Няма място за идиоти, 2009
- Феликс Митерер, Патриотът, 2009
- Феликс Митерер, Време за свиждане, 2009
- Феликс Митерер, Дивачката, 2009
- Феликс Митерер, Авраам, 2009
- Феликс Митерер, Скандал в божия дом, 2009
- Феликс Митерер, Смъртни грехове, 2009
- Феликс Митерер, Изповедта, 2009
- Феликс Митерер, Пантерата, 2009
- Феликс Митерер, Няма по-хубава страна, 2019
- Францобел, Аз, Зара, или Дивата плът на последната дива, 2014
- Францобел, Майерлинг. Австрийската трагедия, 2015
- Францобел, Метрополис, или Голямото меко сърце на чудовището, 2014
- Францобел, Папенхаймерови, или Всичко за Ана О., 2014
- Францобел, Рай, 2014
- Фолке Брабанд, Приятел под наем, 2022
- Фолке Брабанд, Розови облаци, 2022
- Петер Хандке, Блус под земята, 2006
- Петер Хандке, Пророчество, 2006
- Петер Хандке, Самообвинение, 2006
- Петер Хандке, Викове за помощ, 2006
- Петер Хандке, Невръстният иска да бъде настойник, 2006
- Петер Хандке, Каспар, 2007
- Петер Хандке, Обругаване на публиката, 2007
- Петер Хандке, Езда над Боденското езеро, 2007
- Петер Хандке, Часът, когато не знаехме нищо един за друг, 2007
- Петер Хандке, Следите на заблудените, 2007
- Петер Хандке, За селата, 2007
- Петер Хандке, Неразумните измират, 2007
- Петер Хандке, Игра на въпроси, или Пътуване в страната на звуците, 2007
- Петер Хандке, Подготовка за безсмъртие, 2007
- Петер Хандке, Пътуване с еднодръвка, или Пиеса за филма за войната, 2007
- Петер Хандке, Докато денят ви раздели, 2009
- Петер Хандке, Хубавите дни от Аранхуес, 2012
- Петер Пресес, Улрих Бехер, Бокерер, 2022
- Роберт Шнайдер, Боклук, 2012
- Йохан Волфганг фон Гьоте, Стела, 1999
- Фридрих Шилер, Разбойници, 1999
- Франк Ведекинд, Пробуждане на пролетта. Една детска трагедия, 2001
- Франк Ведекинд, Слънчевият спектър, 2002
- Франк Ведекинд, Камерзингерът, 2002
- Франк Ведекинд, Маркиз фон Кайт, 2002
- Франк Ведекинд, Смъртта и дяволът. Мъртвешки танц, 2002
- Франк Ведекинд, Музика, 2002
- Франк Ведекинд, Земният дух, 2007
- Франк Ведекинд, Кутията на Пандора, 2007
- Йодьон фон Хорват, Убийство на Моренгасе, 2010
- Йодьон фон Хорват, С хубав изглед, 2010
- Йодьон фон Хорват, Приказки от виенската гора, 2010
- Йодьон фон Хорват, Вяра, любов, надежда, 2010
- Йодьон фон Хорват, Непознатата от Сена, 2010
- Йодьон фон Хорват, Казимир и Каролине, 2010
- Йодьон фон Хорват, Дон Жуан се връща от война, 2010
- Йодьон фон Хорват, Фигаро се развежда, 2010
- Йодьон фон Хорват, Страшният съд, 2010
- Йодьон фон Хорват, Помпей, 2010
- Йодьон фон Хорват, Все около конгреса, 2014
- Йодьон фон Хорват, Италианска нощ, 2014
- Йодьон фон Хорват, Непознатият живот, 2014
- Йодьон фон Хорват, С глава през стената, 2014
- Йодьон фон Хорват, Село без мъже, 2014
- Йодьон фон Хорват, Рожба на нашето време, 2023
- Йодьон фон Хорват, Госпожица Полингер, 2023
- Йодьон фон Хорват, Булката от ливадата, 2023
- Йодьон фон Хорват, Младост без Бог, 2023
- Йодьон фон Хорват, Вечният използвач, 2023
- Фриц Хохвелдер, Естер, 2012
- Фриц Хохвелдер, Берачът на малини, 2013
- Фриц Хохвелдер, Свещеният експеримент, 2013
- Фриц Хохвелдер, Хиляда и три, 2013
- Артур Шницлер, Анатол, 2011
- Артур Шницлер, Беззащитна, 2011
- Артур Шницлер, Вечерна разходка, 2003
- Артур Шницлер, Високомерието на Анатол, 2011
- Артур Шницлер, Време за признание, 2003
- Артур Шницлер, Голяма сцена, 2003
- Артур Шницлер, Гувернантката, 2003
- Артур Шницлер, Един и половина, 2003
- Артур Шницлер, Жената с кинжала, 2003
- Артур Шницлер, Живи часове, 2003
- Артур Шницлер, Завещанието, 2011
- Артур Шницлер, Зеленото какаду, 2010
- Артур Шницлер, Зовът на живота, 2011
- Артур Шницлер, Игрите на летния вятър, 2011
- Артур Шницлер, Интермецо, 2004
- Артур Шницлер, Истерична личност, 2010
- Артур Шницлер, Комедия на прелъстяването, 2011
- Артур Шницлер, Контеса Мици, или Семейният ден, 2011
- Артур Шницлер, Кукловодът, 2003
- Артур Шницлер, Литература, 2003
- Артур Шницлер, Необятната страна, 2004
- Артур Шницлер, Новогодишна нощ, 2003
- Артур Шницлер, Последните маски, 2003
- Артур Шницлер, Празникът на Бакхус, 2003
- Артур Шницлер, Приказката, 2011
- Артур Шницлер, Промените на Пиеро, 2011
- Артур Шницлер, Професор Бернарди, 2004
- Артур Шницлер, Самотният път, 2004
- Артур Шницлер, Семейство Делорм, 2003
- Артур Шницлер, Спътницата, 2003
- Артур Шницлер, Убийцата, 2003
- Артур Шницлер, Финк и Флидербуш, 2011
- Артур Шницлер, Флирт, 2011
- Артур Шницлер, Хоровод на любовта, 2010
- Артур Шницлер, Храбрият Касиан, 2003
- Артур Шницлер, Авантюрата на живота му, 2014
- Артур Шницлер, Воалът на Пиерета, 2014
- Артур Шницлер, Марионетки, 2014
- Артур Шницлер, Парацелз, 2014
- Артур Шницлер, Хоровод, 2014
- Роберт Музил, Фантазьорите, 2003
- Роберт Музил, Винсенс и приятелката на важни мъже, 2009
- Фердинанд Брукнер, Заболяване на младостта, 2004
- Фердинанд Брукнер, Твар, 2005
- Фердинанд Брукнер, Елизабета Английска, 2006
- Фердинанд Брукнер, Престъпниците, 2006
- Фердинанд Брукнер, Расите, 2012
- Фердинанд Брукнер, Защото неговото време е кратко, 2013
- Фердинанд Брукнер, Освободените, 2013
- Фердинанд Брукнер, Плодове на нищото, 2013
- Райнер Мария Рилке, Без да присъства, 2008
- Райнер Мария Рилке, Въздухът горе, 2008
- Райнер Мария Рилке, Делничен живот, 2008
- Райнер Мария Рилке, „Сега и в часа на нашата смърт...“, 2008
- Райнер Мария Рилке, Майчица, 2008
- Райнер Мария Рилке, Под ранната слана, 2008
- Райнер Мария Рилке, Сирачета, 2008
- Беатрис Фероли, Винаги се започва днес, 2020
- Беатрис Фероли, Чакъл за мама, 2024
- Бертолт Брехт, Lux in tenebris, 2008
- Бертолт Брехт, Баденска учебна пиеса за съгласието, 2008
- Бертолт Брехт, Барабани в нощта, 2008
- Бертолт Брехт, Библията, 2008
- Бертолт Брехт, В джунглата на градовете, 2008
- Бертолт Брехт, Ваал, 2008
- Бертолт Брехт, Дансен, 2009
- Бертолт Брехт, Изключението и правилото, 2008
- Бертолт Брехт, Истинският живот на Якоб Гехерда, 2010
- Бертолт Брехт, Казващият „да“. Казващият „не“, 2008
- Бертолт Брехт, Колко струва желязото?, 2009
- Бертолт Брехт, Кръглоглавите и остроглавите, или Богат с богат добре се разбират, 2009
- Бертолт Брехт, Мероприятието, 2008
- Бертолт Брехт, Мъжът си е мъж, 2008
- Бертолт Брехт, Полетът над океана, 2008
- Бертолт Брехт, Прерия, 2008
- Бертолт Брехт, Просякът, или Умрялото куче, 2008
- Бертолт Брехт, Сватбата, 2008
- Бертолт Брехт, Седемте смъртни гряха на дребния буржоа, 2008
- Бертолт Брехт, Страх и мизерия в Третия райх, 2011
- Бертолт Брехт, Той пропъжда дявол, 2008
- Бертолт Брехт, Уловът, 2008
- Бертолт Брехт, Хлебарницата, 2010
- Бертолт Брехт, Хорациите и куриациите, 2009
- Бертолт Брехт, Гибелта на егоиста Йохан Фатцер, 2017
- Бертолт Брехт, Джо Касапина от Чикаго, 2016
- Бертолт Брехт, Историята на Симоне Машар, 2016
- Бертолт Брехт, Разпитът на Лукул, 2016
- Бертолт Брехт, Ханибал, 2016
- Бертолт Брехт, Юдит от Шимода, 2016
- Клаус Ман, Аня и Естер, 2014
- Клаус Ман, Ревю за четирима, 2014
- Клаус Трьогер, Камъчета върху един гроб, 2022
- Клаус Трьогер, Къща от стъкло, 2022
- Констанце Брейтебнер, Повече не ме наричай съкровище, 2024
- Даниел Келман, Бъдни вечер, 2015
- Даниел Келман, В съседство, 2022
- Димитър Динев, Алиса, 2016
- Ратенбьок, Е. В., Сладоледено дете, 2015
- Ратенбьок, Е. В., Сладоледени деца, 2015
- Лукас Берфус, Сексуалните неврози на нашите родители, 2005
- Лукас Берфус, Автобусът, 2006
- Лукас Берфус, Смъртта на Майенберг, 2006
- Лукас Берфус, Пробата, 2007
- Лукас Берфус, Алис пътува за Швейцария, 2007
- Лукас Берфус, Амигдала, 2007
- Лукас Берфус, Петрол, 2009
- Лукас Берфус, Четири картини на любовта, 2009
- Лукас Берфус, Малага, 2010
- Лукас Берфус, Пътуването на Клаус и Едит през шахта към центъра на земята, 2010
- Лукас Берфус, Двайсет хиляди страници, 2012
- Лукас Берфус, Парсифал, 2014
- Лукас Берфус, Госпожа Шмиц, 2018
- Лукас Берфус, Духът на слона, 2019
- Лукас Берфус, Черното хале, 2019
- Лукас Берфус, Съблазняване, 2024
- Манфред Шилд, Ранната есен за начинаещи, 2022
- Манфред Шилд, Случаят Вебер, 2022
- Манфред Шилд, Таймаут, 2022
- Марио Вурмицер, Близост, 2019
- Марио Вурмицер, Реклама, любов, захарен памук, 2019
- Марио Вурмицер, Службата по надзора не знае милост, 2019
- Марио Вурмицер, Wellness, 2019
- Марио Вурмицер, Мениджмънт на агресията, 2021
- Марио Вурмицер, Облагородяване на сърцата, 2022
- Марио Вурмицер, Оптималното, 2024
- Марио Вурмицер, Подходящо време, 2024
- Михаел Вегер, Adiós Muchachos!, 2018
- Михаел Вегер, Hasta la Vista, Muchachos!, 2021
- Михаел Вегер, Отровна афера, 2021
- Михаел Вегер, Достойнство, 2025
- Маркус Виганд, Мъртвецът от Шпрее. Берлин 1944, 2024
- Петер Вайс, Троцки в изгнание, 2011
- Урс Видмер, Top Dogs, 1999
- Урс Видмер, Банкови тайни, 2017
- Урс Видмер, Всичко е ясно, 2017
- Урс Видмер, Дългата нощ на детективите, 2015
- Урс Видмер, Кралят на книгите, 2017
- Урс Видмер, Новият Ной, 2017
- Урс Видмер, Счупеният супник или побъркване, 2015
- Урс Видмер, Шоколаденият посланик, 2015
- Урс Видмер, Внукът на Мюнхаузен, 2016
- Урс Видмер, Краят на парите, 2017
- Улрике Алмут Зандиг, Hush little Baby, 2011
- Улрике Шварценбергер, Single Bells, 2023
- Ерих Кестнер, Училище за диктатори, 2007
- Дирк Лауке, СТРЕС! Останалото е живот, 2012
- Дирк Лауке, Сребърното възвишение го няма вече, 2012
- Рене Полеш, Пурпурният белег по рождение, 2010
- Роланд Шимелпфениг, Жената от по-рано, 2009
- Роланд Шимелпфениг, Посещение при бащата, 2009
- Роланд Шимелпфениг, Царството на животните, 2009
- Роланд Шимелпфениг, Арабската нощ, 2009
- Роланд Шимелпфениг, Риба след риба, 2010
- Роланд Шимелпфениг, Вечната Мария, 2010
- Роланд Шимелпфениг, Тук и сега, 2010
- Роланд Шимелпфениг, Златният дракон, 2010
- Роланд Шимелпфениг, Амброзия, 2012
- Роланд Шимелпфениг, Калипсо, 2012
- Роланд Шимелпфениг, Идоменей, 2012
- Роланд Шимелпфениг, Четирите посоки на света, 2012
- Роланд Шимелпфениг, Ако, тогава: какво правим, как и защо, 2012
- Роланд Шимелпфениг, Летящото дете, 2012
- Роланд Шимелпфениг, Младата жена с пролетна рокля без работа, 2024
- Роланд Шимелпфениг, Много отдавна през май, 2024
- Роланд Шимелпфениг, Преди / След, 2024
- Роланд Шимелпфениг, Push up 1 – 3, 2024

- Роланд Рудол, Papas in Motion, 2013
- Роланд Рудол, Коледният подарък, 2016
- Роланд Рудол, Празненство за развода ѝ, 2017
- Роланд Рудол, Хумбъри, 2016
- Роланд Рудол, Сеансът, 2018
- Роланд Рудол, Пуснатата бримка, 2020
- Роналд Рудол, Превъплъщението, 2022
- Райнер Вернер Фасбиндер, Като капка върху горещ камък, 2011
- Райнер Вернер Фасбиндер, Само една филия хляб, 2011
- Райнер Вернер Фасбиндер, Гастарбайтер, 2011
- Райнер Вернер Фасбиндер, Preparadise sorry now, 2011
- Райнер Вернер Фасбиндер, Анархия в Бавария, 2011
- Райнер Вернер Фасбиндер, Свобода в Бремен. Госпожа Геше Готфрид, 2011
- Райнер Вернер Фасбиндер, Кръв по шията на котката, 2011
- Райнер Вернер Фасбиндер, Горчивите сълзи на Петра фон Кант, 2011
- Райнер Вернер Фасбиндер, Боклукът, градът и смъртта, 2011
- Райнер Вернер Фасбиндер, Американският войник, 2012
- Рене Фройнд, Swinging Bells, 2023
- Рене Фройнд, Корина & Дейвид, 2023
- Рене Фройнд, Тъпи жаби, или сдружени за цял живот, 2024
- Марко Антонио Де ла Пара, Соло за Карлос и Зигмунд, 1998
- Мартин Платнер, Глетчер, 2018
- Мартин Платнер, Маулташ, 2018
- Мартин Платнер, Противосмъртие, 2018
- Иза Хохгернер, Борбата на Паула, 2023
- Иза Хохгернер, Декемврийски рози, 2023
- Жером Жуно, Йеронимус Бош, 2022
- Жером Жуно, Нерон, 2022
- Жером Жуно, Текст, 2022
- Зилке Хаслер, Тотално щастлив, 2014
- Зилке Хаслер, Гарантирано удоволствие, 2015
- Зилке Хаслер, Среща за квалификация, 2015
- Зилке Хаслер, Променливо време, 2021
- Зилке Хаслер, Малка нощна музика, 2021
- Зилке Хаслер, Ученикът и курвата, 2021
- Джим Гофан, Роговица, 2000
- Ефраим Кишон, То беше чучулига, Жулиета (Ах, Ромео!... Ах, Жулиета!) 2001
- Хайнер Мюлер, Персите, 2007

#### Издадени пиеси
- П. Турини, Грилпарцер в сексшопа (сборник), 1998
- Х. Пешина, Нещо общо, 1998
- П. Турини, Любов в Мадагаскар, 1999
- П. Турини, Алпийско сияние (сборник), 2001
- Г. Табори, Mein Kampf, 2002
- Ф. Ведекинд, Пробуждане на пролетта, 2003
- T. Бернхард, Театралът, 2003
- Р. Музил, Фантазьорите, 2003
- Й. В. фон Гьоте, Стела, 2003
- A. Шницлер, Време за признание, 2003
- Т. Бурнхард, Видимото мами, 2004
- A. Шницлер, Самотният път, 2004
- T. Бернхард, Прочутите, 2005
- E. Йелинек, Драми, 2005
- E. Йелинек, Няма нищо. Малка трилогия на смъртта, 2006
- Ф. Брукнер, Заболяване на младостта, 2006
- Л. Берфус, Сексуалните неврози на нашите родители, 2006
- П. Хандке, Блус под земята, 2007
- П. Хандке, Игра на въпроси, 2007
- E. Кестнер, Училище за диктатори. Комедия, 2007
- Ф. Ведекинд, Лулу, 2007
- E. Йелинек, Встрани, 2007
- Л. Берфус, Aмигдала, 2008
- Г. Барили, Медена луна, 2008
- Ранният Брехт, 2008[16]
- Р. М. Рилке, Драми, 2008
- П. Турини, Откриване, 2009
- Б. Брехт, Eдноактни и пиеси уроци, 2009
- Ф. Митерер, Няма място за идиоти, 2009
- Р. Музил, Пиеси, 2009
- E. Йелинек, Нови драми, 2009
- Ф. Митерер, Смъртни грехове, 2010
- Т. Бернхард, Събрани пиеси, Т. І, 2010
- Т. Бернхард, Събрани пиеси, Т. ІІ, 2010[17]
- Т. Бернхард, Събрани пиеси, Т. ІІI, 2010
- Й. фон Хорват, Вяра, надежда, любов, 2010
- П. Турини, Най-сетне край, 2010
- Р. Шимелпфениг, Тук и сега, 2010
- Х. Бергер, Дрехата прави трупа, 2011
- А. Шницлер, Хоровод на любовта, 2011
- Р. В. Фасбиндер, Боклукът, градът и смъртта, 2011
- А. Шницлер, Комедия на прелъстяването, 2011
- В. Шваб, Фекални драми, 2011
- А. Шницлер, Анатол, 2011
- Б. Брехт, Страх и мизерия в Третия райх, 2011
- П. Вайс, Троцки в изгнание, 2012
- Л. Берфус, Четири картини на любовта, 2012
- Л. Берфус, Двайсет хиляди страници, 2012
- Х. Пешина, Мата Хари, 2012
- Д. Лауке, СТРЕС! Останалото е живот, 2012
- Р. Шимелпфениг, Четирите посоки на света, 2012
- В. Шваб, Кралски комедии, 2012
- П. Хандке, Докато денят ви раздели. Хубавите дни от Аранхуес, 2012
- Р. Шнайдер, Боклук, 2012
- П. Турини, Новогодишна нощ, 2012
- Щ. Лак, Предизвикателство или истина, 2013
- Ф. Брукнер, Младост между две войни, 2013
- Г. Табори, Пийпшоу, 2013
- Щ. Лак, Островът на пеликаните, 2013
- Ф. Хохвелдер, Свещеният експеримент, 2013
- П. Турини, От любов, 2013
- Г. Табори, Канибалите, 2013
- Щ. Фьогел, Bella Donna, 2013
- П. Турини, C’est la vie, 2014
- П. М. Кракснер, Nutella Town, 2014
- Л. Берфус, Парсифал, 2014
- У. Видмер, Top Dogs, 2014
- В. Шваб, Очарователният хоровод по Хоровода на очарователния господин Артур Шницлер, 2014
- Й. фон Хорват, С глава през стената, 2014
- А. Шницлер, Кукловодът, 2014
- Щ. Фьогел, Заболяването Фейсбук, 2014
- К. Ман, Аня и Естер. Ревю за четирима, 2014
- П. Турини, Седем секунди вечност, 2014
- Францобел, Метрополис, 2014
- У. Видмер, Дългата нощ на детективите, 2015
- Францобел, Аз, Зара, 2015
- Е. В. Ратенбьок, Сладоледените деца, 2015
- У. Видмер, Шоколаденият посланик, 2015
- З. Хаслер, Гарантирано удоволствие, 2015
- Д. Келман, Бъдни вечер, 2015
- Щ. Фьогел, Алонсо, 2015
- Р. Рудол, Коледният подарък, 2016
- Й. фон Хорват, Никой, С., 2016
- Д. Динев, Алиса, 2016
- Щ. Фьогел, Всяка първа сряда, 2016
- Б. Брехт, Непознатият Брехт, 2016
- Б. Брехт, Гибелта на егоиста Йохан Фатцер, 2017
- Е. Йелинек, Заболяване, или Модерни жени, 2017
- Щ. Фьогел, Бъбрекът, 2017
- Р. Рудол, Празненство за развода ѝ, 2017
- У. Видмер, Краят на парите, 2017
- У. Видмер, Кралят на книгите, 2017
- У. Видмер, Счупеният супник или Побъркване, 2018
- П. Турини, Стая за гости, 2018
- Д. Шалко, Тулуза, 2018
- Щ. Фьогел, Спечелената партия, 2018
- Л. Берфус, Госпожа Шмиц, 2018
- Р. Рудол, Сеансът, 2018
- Щ. Фьогел, Окото на тигъра, 2018
- М. Платнер, Маулташ, 2019
- Щ. Фьогел, Булчинската рокля, 2019
- Щ. Фьогел, Също както преди, 2019
- M. Вегер, Дългото чакане, 2019
- Е. Йелинек, Бургтеатър, 2019
- М. Вурмицер, Службата по надзора не знае милост, 2019
- Щ. Фьогел, Обувки, чанти, мъже, 2020
- Р. Рудол, Пуснатата бримка, 2020
- Б. Айхнер, Усещане за кашмир, 2020
- П. Турини, По-хубаво е заедно срещу Алцхаймер, 2020
- Щ. Лак, Corona Papers, 2020
- Е. Йелинек, Сянка (Евридика говори), 2020
- Е. Йелинек, ФаустINа AND OUT, 2020
- Б. Фероли, Винаги се започва днес, 2020
- Д. Глатауер, Да си обичаш парите, 2021
- Щ. Фьогел, Омар, перфектният мъж, 2021
- З. Хаслер, Малка нощна музика, 2021
- Х. Крамар, Т. Грацер, Ученикът Хитлер, 2021
- Щ. Фьогел, Мъж за жена ми, 2021
- К. Ман, Седмият ангел, 2021
- М. Вегер, Отровна афера, 2021
- Б. Гьорг, Топ кандидати, 2021
- Б. Гьорг, Старо желязо, 2022
- Б. Гьорг, Вечно ядове със секса, 2022
- С. Ф. Волф, Мадам Щраус, 2022
- С. Цвайг, Легенда за един живот, 2022
- С. Цвайг, Преобразеният комедиант, 2022
- Р. Рудол, Превъплъщението, 2022
- М. Шилд, Случаят Вебер, 2022
- М. Шилд, Начинаещи в ранната есен, 2022
- К. Трьогер, Камъчета върху един гроб, 2022
- К. Трьогер, Къща от стъкло, 2022
- Ж. Жуно, Ж. Йеронимус Бош, 2022
- Д. Келман, В съседство, 2022
- П. Пресес, У. Бехер, Бокерер, 2022
- Ф. Брабанд, Розови облаци, 2022
- А. Шницлер, Анатол х 3, 2023
- В. Баум, Хора в хотел, 2023
- Й. фон Хорват, Рожба на нашето време, 2023
- Й. фон Хорват, Госпожица Полингер, 2023
- Й. фон Хорват, Вечният използвач, 2023
- Щ. Фьогел, Двупосочна любов, 2023
- Щ. Фьогел, Хаим и Адолф, 2023
- И. Хохгернер, Борбата на Паула, 2023
- И. Хохгернер, Декемврийски рози, 2023
- П. Турини, Трябва да се разделим, 2023
- П. Турини, До другия петък, 2023
- Б. Гьорг, Как Джон Уейн попадна в старчески дом, 2023
- Р. Фройнд, Swinging Bells, 2023
- Р. Фройнд, Корина & Дейвид, 2023
- У. Шварценбергер, Single Bells, 2024
- Л. Берфус, Съблазняване, 2024
- Р. Шимелпфениг, Преди / След, 2024
- Р. Шимелпфениг, Push Up 1 – 3, 2024
- Р. Шимелпфениг, Много отдавна през май, 2024
- Б. Айхнер, Защото съм невинен, 2024
- Т. Бернхард, Имануел Кант, 2024
- Щ. Фьогел, Докато смъртта... , 2024
- Р. Фройнд, Тъпи жаби, или Сдружени за цял живот, 2024
- Б. Фероли, Чакъл за мама, 2024
- М. Вурмицер, Подходящо време 2024
- М. Виганд, Мъртвецът от Шпрее. Берлин 1944, 2024
- П. Турини, З. Хаслер, На всеки каквото му се полага, 2024
- П. Вегер, Достойнство 2024
- Щ. Лак, Борджиите – игра на властта, 2025
- Щ. Лак, Стела се решава (накрая), 2025
- Щ. Фьогел, Това е само една фаза, скъпи!, 2025

#### Романи, новели и разкази
- Ц. Джени, Стаята с цветния прашец. Роман, 2000
- Д. Химелбергер, Каспар. Роман, 2000
- Градът след стената. Антология, 2002
- Т. Бернхард, Племенникът на Витгенщайн. Роман, 2002
- Т. Хюрлиман, Градинската къща. Новела, 2002
- Т. Хюрлиман, Госпожица Щарк. Роман, 2003
- П. Щам, Агнес. Роман, 2004
- Т. Хюрлиман, Големият котарак. Роман, 2005
- Л. Берфус, Мъртъвците. Новела, 2006
- П. Щам, В ден като този. Роман, 2007
- Х. М. Енценсбергер, Йозефине и аз. Новела, 2007
- П. Хандке, Дон Жуан (разказано от самия него). Роман, 2008
- У. Фас, Любовен архив. Роман, 2008
- Л. Берфус, Сто дни. Роман, 2010
- У. А. Зандиг, Фламинги. Истории, 2011
- Й. Гелих, Африканският приятел. Роман, 2011
- А. Шницлер, Като насън. Новели, 2012
- И. Троянов, Ледовете се топят. Роман, 2013
- А. К. Зулцер, В неподходящо време. Роман, 2013
- Л. ван Дайк, Прокълната любов. Една истинска история. Роман, 2013
- А. Шницлер, Късна слава. Новела, 2014
- Л. Берфус, Коала. Роман, 2015
- Й. Рот, Легенда за пияницата светец. Новели, 2015
- Й. Рот, Немият пророк. Събрани разкази, 2015
- Й. Рот, Мрежата на паяка, Роман, 2015
- Й. Рот, Хотел „Савой“. Роман, 2016
- Й. Рот, Фалшивите тежини. Роман, 2916
- Й. Рот, Приказка за 1002-рата нощ. Роман, 2016
- Е. А. Зулцер, Перфектният келнер. Роман, 2016
- Й. Винклер, Natura morta. Римска новела, 2018
- Й. Винклер, Ропонги. Реквием за един баща, 2018
- Л. Берфус, Обезумял. Роман, 2019
- П. Ханке, Луси в гората с онези неща. История, 2019
- Й. Винклер, Да си вървим у дома, тате, или Да запиша смъртта в сърцето си. Роман, 2019
- П. Хандке, Нечакано нещастие. Разказ, 2020
- П. Хандке, Страхът на вратаря при дузпа, Разказ, 2020
- Т. Бернхард, Дете, 2020
- Т. Бернхард, Причината. Един намек, 2021